# Nakasatsunai
Nakasatsunai (jap. 中札内村 Nakasatsunai-mura) – wieś w Japonii, w prefekturze Hokkaido, w podprefekturze Tokachi. Według danych na rok 2020 miejscowość zamieszkiwało 3 884 mieszkańców , a gęstość zaludnienia wyniosła 13,3 os./km².

## Galeria

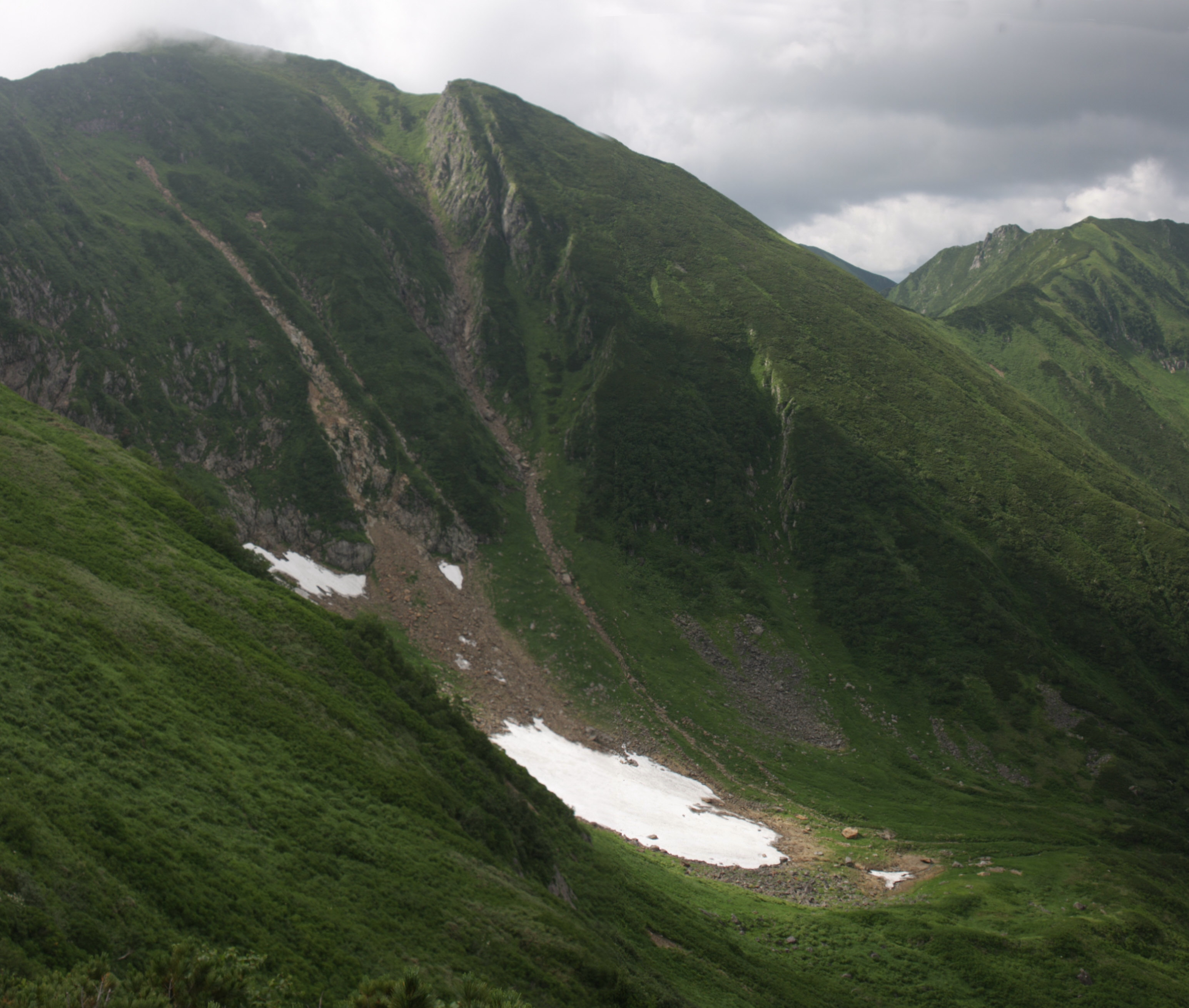
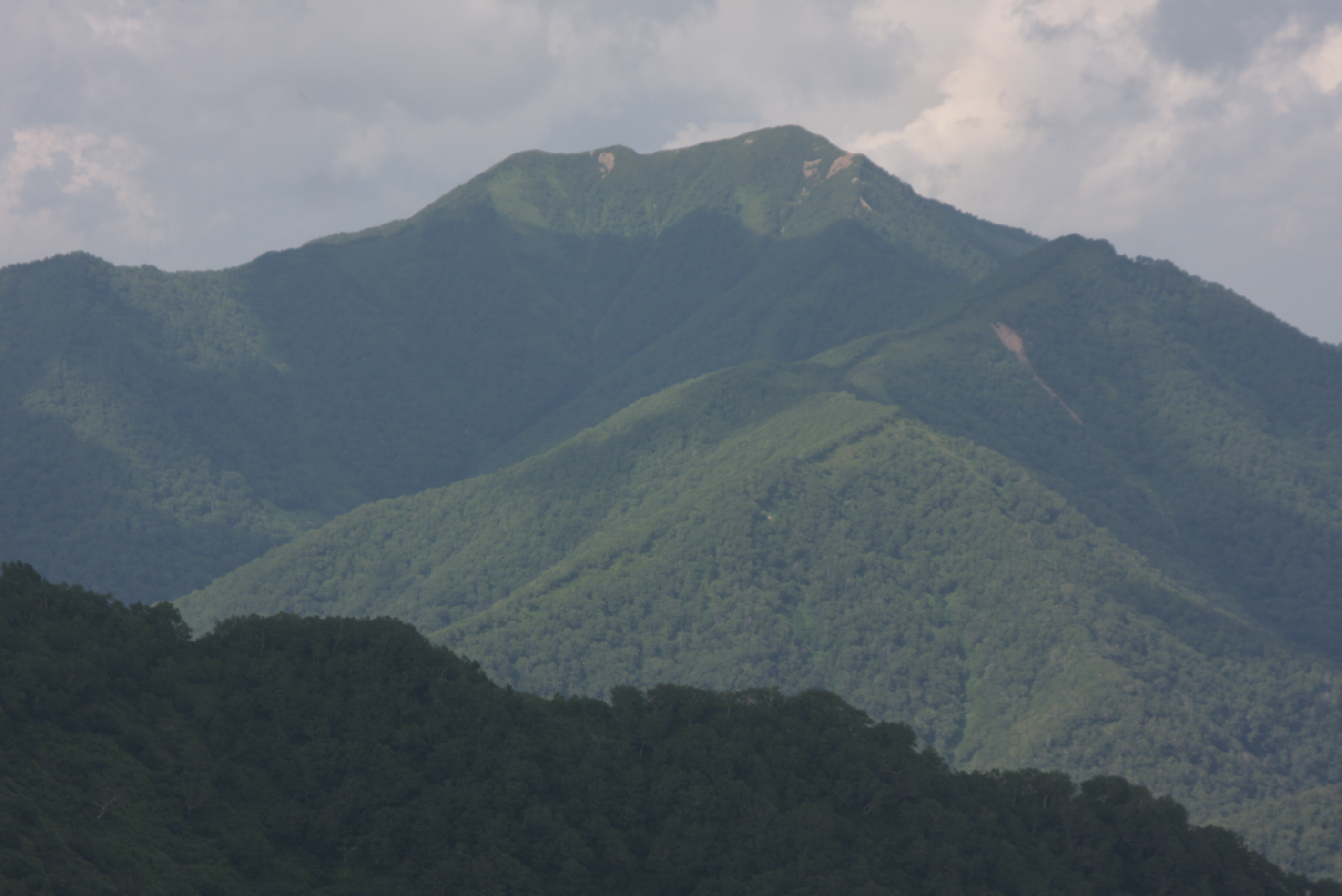
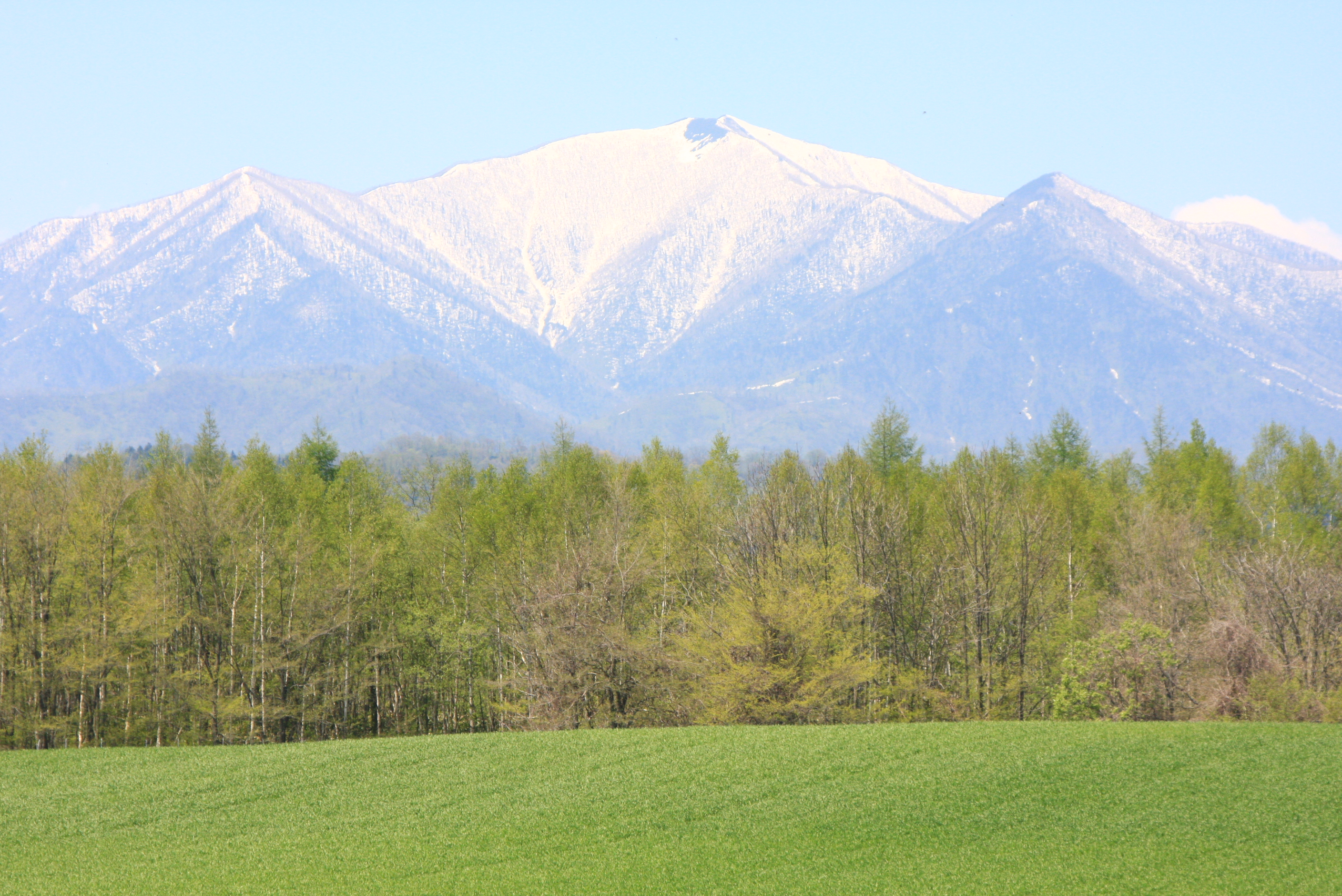
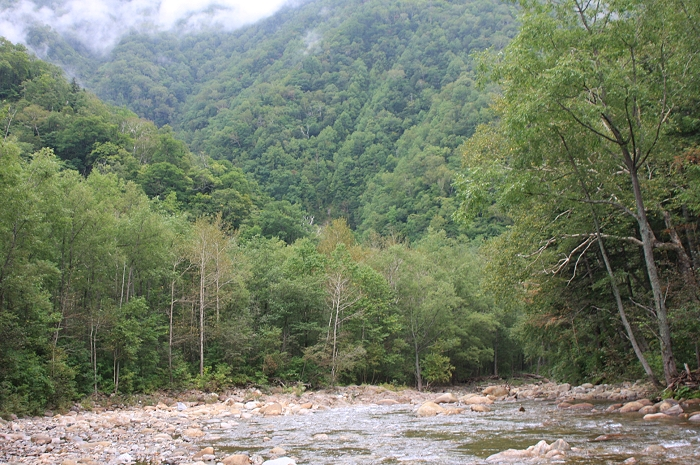
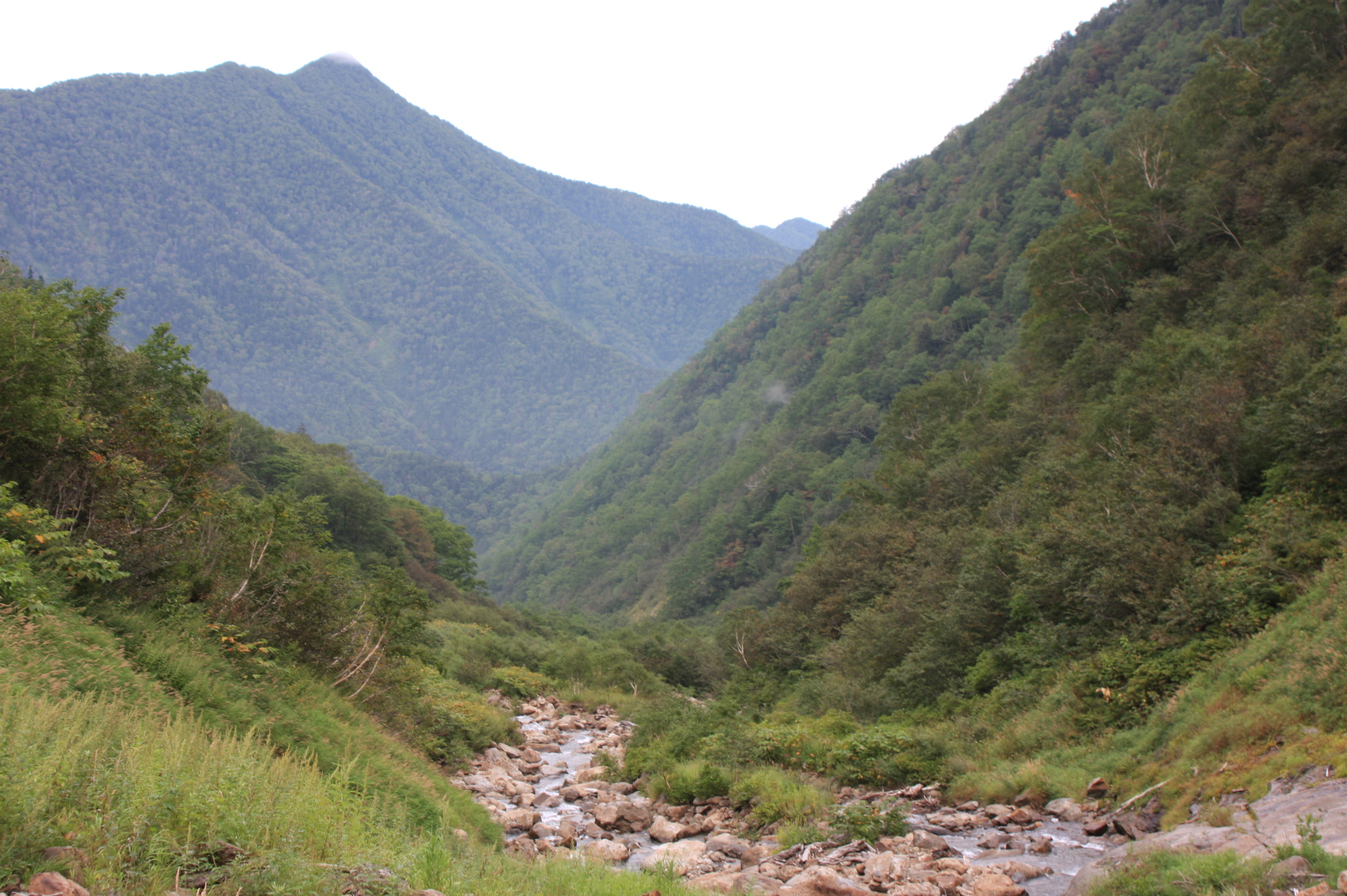
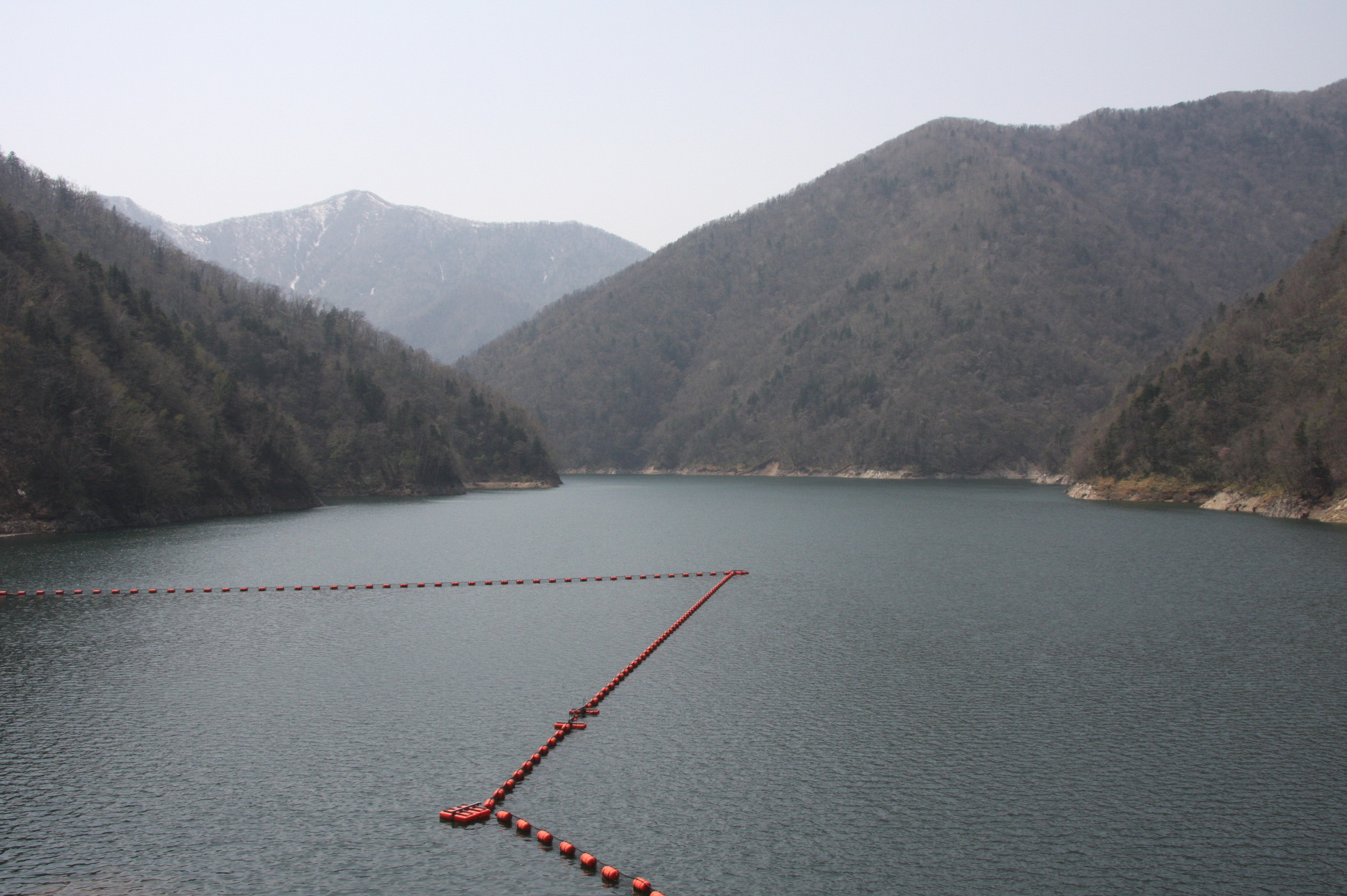